# Cándida Arias
Cándida Estefany Arias Pérez (ur. 11 marca 1992 r. w Yaguate) – dominikańska siatkarka, reprezentantka kraju, grająca środkowej. 

## Sukcesy klubowe
Liga dominikańska:
- 2008

Liga peruwiańska:
- 2012, 2013

## Sukcesy reprezentacyjne
Mistrzostwa Ameryki Północnej, Środkowej i Karaibów Kadetek:
- 2008

Mistrzostwa Świata Juniorek:
- 2009

Mistrzostwa Ameryki Północnej, Środkowej i Karaibów:
- 2009, 2019, 2023[2]
- 2011, 2013

Puchar Wielkich Mistrzyń:
- 2009

Puchar Panamerykański:
- 2010, 2014, 2022[3]
- 2013, 2018, 2019

Mistrzostwa Świata U-23:
- 2013

Igrzyska Panamerykańskie:
- 2019, 2023[4]

## Nagrody indywidualne
- 2013: Najlepsza środkowa Mistrzostw Ameryki Północnej, Środkowej i Karaibów
- 2014: Najlepsza środkowa Pucharu Panamerykańskiego
- 2024: Najlepsza środkowa Pucharu Panamerykańskiego[5]